# مارینا چرنیشوا
مارینا چرنیشوا (اوکراینی: Марина Віталіївна Чернишова؛ زادهٔ ۲۵ ژوئن ۱۹۹۹) تنیس‌باز اهل اوکراین است.